# Baby I Don't Care
«Baby I Don't Care» es el sexto sencillo de la banda británica de pop/rock Transvision Vamp, y el primero sacado de su segundo álbum Velveteen. Fue publicado en marzo de 1989 en el Reino Unido, y sigue siendo su mayor éxito en ventas. La canción alcanzó el tercer puesto en las listas británicas y australianas, finalizando el año 1989 en el puesto 25 de la lista australiana.
El diseño de la cubierta muestra a la banda en un escenario con varios paneles impresos componiendo una gran foto de Elvis Presley.

## Lista de canciones
Vinilo de 7"  (TVV 6)
1. «Baby I Don't Care» - 3:57
2. «Time for a Change» (Anthony Doughty) - 3:34
3. «Strings of My Heart» (Dave Parsons) - 3:12

Vinilo de 12" (TVVT 6)
1. «Baby I Don't Care» (Mezcla Abigail's Party) - 5:45
2. «Sex Kick» (Versión Demo) - 5:33
3. «Time for Change» - 3:34
4. «Strings of My Heart» - 3:12

CD sencillo (DTVVT 6)
1. «Baby I Don't Care» - 3:57
2. «Saturn 5» (Demo Versión) - 3:48
3. «Time for Change» - 3:34
4. «Strings of My Heart» - 3:12